# کتاب اشعیا

«برو و دیده‌بانی بگمار تا آنچه می‌بیند را اعلام نماید.»
آیه‌ای از کتاب اشعیا

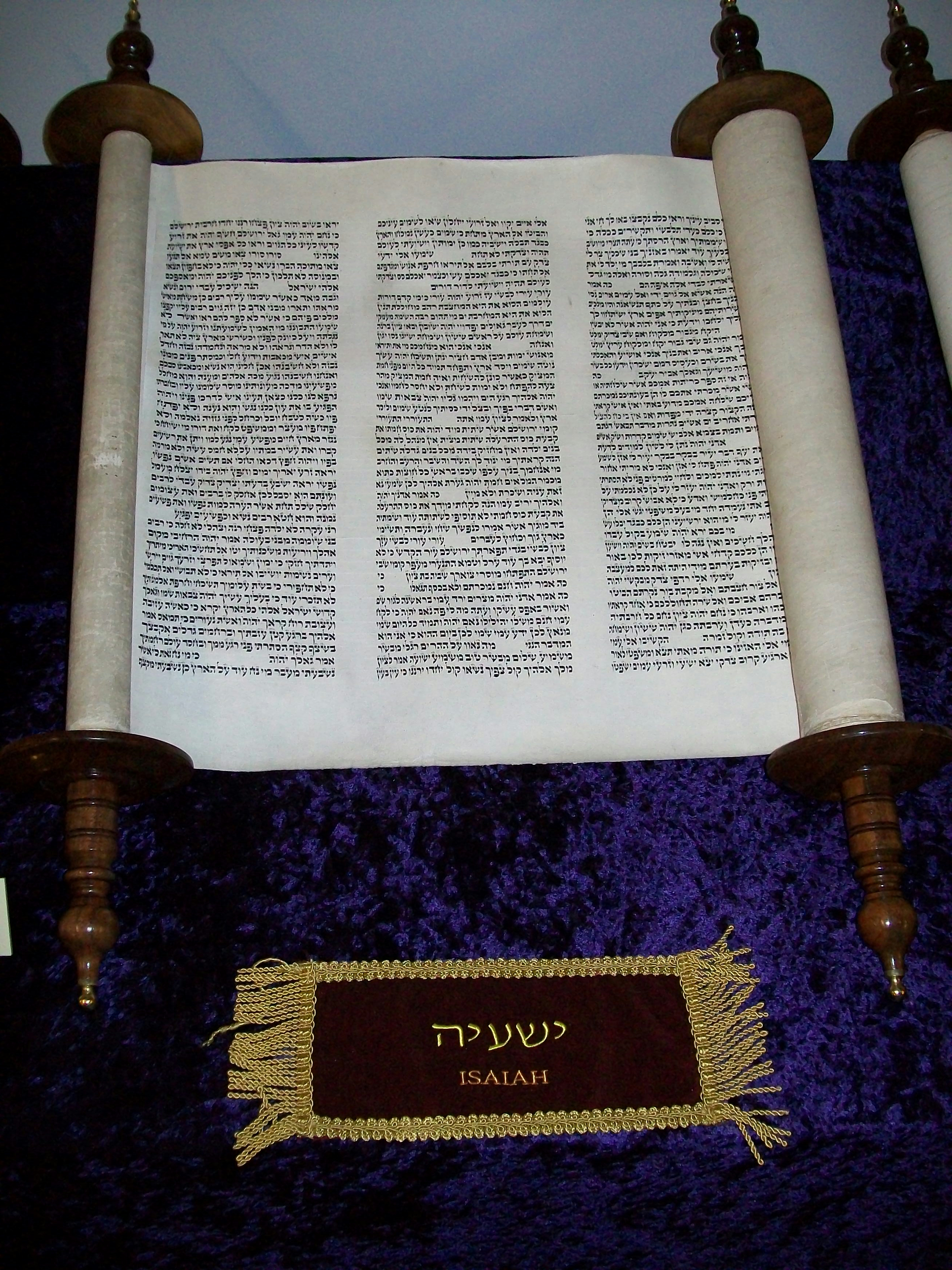
طوماری از کتاب اشعیا

کتاب اشعیا (به عبری: ספר ישעיה) اولین کتاب از پیامبران پسین در عهد عتیق کتاب مقدس عبری است که پس از کتاب حزقیال، کتاب ارمیا است. (در مسیحیت ترتیب متفاوتی دارند)
این کتاب ۶۶ بخش دارد که ۳۹ بخش اول به پیش‌بینی عذاب برای پادشاهی یهودیه (باتوجه به باب ۲۴ یهودیه در زمان اشعیا در تسلط اشبنا بوده‌است) و تمام ملت‌های مخالف خدا است و ۲۷ بخش آخر پیش‌بینی بازسازی اسرائیل در پادشاهی آینده خداست موضوعی که در مسیحیت به ظهور عیسی مرتبط دانسته می‌شود.
مذهبیون معتقدند که این کتاب توسط اشعیا نگاشته شده‌است. اما تاریخ‌نگاران آن را به سه دسته تقسیم کرده‌اند: بخش اول که شامل نگارش‌های پیامبران سده هشتم پیش از میلاد و سده هفتم پیش از میلاد است. بخش دوم (بخش‌های ۴۰-۵۵) که متعلق به سده ششم پیش از میلاد است و توسط فردی که به نام اسیران یهودی در بابل امضا می‌کرد، نگاشته شده‌است و بخش سوم (بخش‌های ۵۶-۶۶) که احتمالاً توسط چند نویسنده در اورشلیم مدتی کوتاه بعد از خروج نگاشته شده‌است.
قاموس کتاب مقدس کتاب اشعیا را به پنج بخش تقسیم می‌کند می‌نویسد که بخش اول (۱-۱۲) شامل نبوات اشعیا است، بخش دوم (۱۳-۲۳) سلسله نبواتی است که بر ضد ممالک خارجی گفته شده‌است، بخش سوم (۲۸-۳۳) نبواتی که به زمان مخصوص سلطنت حزقیا نسبت دارد، بخش چهارم (۳۶-۳۹) توصیف تسلط اشعیا در زمان سلطنت حزقیا است و قسمت پنجم (۴۰-۶۶) یک سری نبوات در مورد بندگی و آزادی جسمانی بنی‌اسرائیل است.

## ترجمه‌ها
- Book of Isaiah (عبری) همراه با انگلیسی)
- کتاب اشعیا (ترجمه انگلیسی [با نظرهای راشی] در Chabad.org)
- Bible Gateway